# Resolució 2191 del Consell de Seguretat de les Nacions Unides
La Resolució 2191 del Consell de Seguretat de les Nacions Unides fou adoptada per unanimitat el 17 de desembre de 2014. El Consell a ampliar l'autorització a les agències humanitàries de les Nacions Unides i als seus socis per viatjar a través de zones de conflicte sirianes a través d'una sèrie de passos fronterers ben definits per proporcionar ajuda humanitària a la població fins al 10 de gener de 2016.

## Contingut
La Guerra Civil siriana ja havia matat més de 190.000 persones. 12,2 milions de persones necessitaven urgentment ajuda d'emergència; 7,6 milions han fugit del país, 4,5 milions vivien en àrees de difícil accés i 212,000 han quedat atrapades a zones assetjades. Entre ells també hi havia refugiats palestins. A més, 3,2 milions de persones havien fugit del país. Centenars de milers fugien de les zones sota el control d'Estat islàmic i Front Al-Nusra i les seves violentes idees extremistes.
Les parts en conflicte, però, no van complir les resolucions 2139 i 2165, que exigien la fi de la violència contra la població civil. També se'ls va recordar que el dret internacional prohibia atacs a la població, escoles i hospitals. Atacaven i destruïen els subministrament de socors i saquejaven els combois amb subministrament humanitari. No obstant això, es va aconseguir portar ajuda humanitària a llocs difícils com Alep, Idlib, Quneitra i Daraa.